# Bärbel Köster
Bärbel Köster, in seguito Madaus (26 maggio 1957), è un'ex canoista tedesca.

## Palmarès

### Olimpiadi
- 1 medaglia[1] :
  - 1 bronzo (Montréal 1976 nel K-2 500 m)

### Mondiali
- 4 medaglie[1]:
  - 4 ori (Città del Messico 1974 nel K-2 500 m; Città del Messico 1974 nel K-4 500 m; Belgrado 1975 nel K-2 500 m; Belgrado 1975 nel K-4 500 m)